# Asiacentistes alekseevi
Asiacentistes alekseevi (лат.) — вид мелких паразитических наездников трибы Centistini из подсемейства Euphorinae (Braconidae). Дальний Восток России, Восточная Азия. Вид назван в честь Владимира Николаевича Алексеева.

## Описание
Мелкие бракониды. Длина тела 2,5—3,6 мм; длина переднего крыла 2,0—2,9 мм. Ширина головы в 1,8—2,2 раза превышает её среднюю длину. Усики 30—31-члениковые. Височная область сильно и округло сужается за глазом, её длина в 1,1—1,3 раза короче поперечного диаметра глаза. Тело тёмно-красно-коричневого или чёрного цвета, базальная половина брюшка светло-красно-коричневого цвета. Усики тёмно-коричневые, у основания коричневые. Пальпы и ноги светло-коричневые, задние голени тёмные в средней части. Крылья очень слабо коричневатые. Птеростигма тёмно-коричневая. Биология неизвестна.
Вид был впервые описан в 1992 году российским гименоптерологом Сергеем Александровичем Белокобыльским (Зоологический институт РАН, Санкт-Петербург, Россия) под названием Centistes (Centistes) alekseevi по типовым материалам из Приморского края. В 1995 году выделен в отдельный род Asiacentistes Belokobylskij, 1995.

## Этимология
Видовое название дано в честь энтомолога Владимира Николаевича Алексеева, специалиста по перепончатокрылым наездникам.

## Распространение
Дальний Восток России, Китай, Корея, Тавань, Япония.